# BMO Stadium
O BMO Stadium, antigamente chamado de Bank of California Stadium é um estádio localizado na cidade de Los Angeles, Califórnia. É a casa do Los Angeles FC da Major League Soccer (MLS).
Sua 1ª partida oficial foi contra o Seattle Sounders FC.

## História
Projetado pela Gensler, o BMO Stadium é a casa do Los Angeles FC da Major League Soccer, e do Angel City FC, da National Women's Soccer League.
Inaugurado em abril de 2018, o empreendimento de 22.000 lugares é o primeiro estádio ao ar livre a ser construído em Los Angeles em mais de 30 anos. Localizado no Exposition Park, o BMO Stadium ancora a extremidade sul do corredor Figueroa e é emoldurado por vistas do horizonte do centro de Los Angeles.

### Primeiro partida oficial como Bank of California Stadium
| 29 de abril de 2018 | Los Angeles FC | 1 – 0 | Seattle Sounders | Bank of California Stadium Los Angeles   |
| 18:00 (UTC−7)       | Ciman 90+3'    | MLS   |                  | Público: 22 000 Árbitro: EUA Kevin Stott |

(Primero Gol)
- Laurent Ciman

### Primeira partida oficial como(BMO Stadium)
O primeiro jogo oficial do local como BMO Stadium foi disputado em 25 de janeiro de 2023, quando a seleções masculinas dos Estados Unidos e Sérvia se-enfrentaram.Embora grande parte da sinalização do antigo Banc of California leve semanas para ser substituída, disse Freedman.
| 25 de janeiro de 2024 | Estados Unidos | 1 – 2 | Sérvia               | BMO Stadium Los Angeles                       |
| 19:00 (UTC−8)         | Vázquez 29'    | ESPN  | Ilić 43' · Simić 46' | Público: 11 000 Árbitro: JAM Daneon Parchment |

(Primero Gol)
- Brandon Vázquez

### Rugby
Foi anunciado em 4 de abril de 2017 que o estádio sediaria torneios de Rugby Sevens.